# 김수호
김수호(1988년 7월 9일~)는 대한민국의 전직 스타크래프트, 스타크래프트 II 프로게이머이다. 종족은 저그이며, 아이디는 Suhosin이다. 스타테일 소속이었다.
2007년 하반기 드래프트에서 KTF 매직엔스(현 KT 롤스터)의 5차 지명으로 입단하였다.
2008년 12월 은퇴가 공시되었다.
2010년 스타크래프트 II 출시 이후 스타크래프트 II 프로게이머로 활동하였다.
과거에는 ZeNEX소속이였으며 팀 해체 이후 스타테일로 합류하여 2012년까지 활동했다.

## 주요 성적
- 2007년 제30회 스타크래프트 커리지매치 입상
- 2010년 소니 에릭슨 스타크래프트 II OPEN Season 2 32강
- 2010년 소니 에릭슨 스타크래프트 II OPEN Season 3 64강
- 2011년 소니 에릭슨 글로벌 스타크래프트 II 리그 Jan. Code A 32강
- 2011년 LG 시네마 3D, 인텔코리아 글로벌 스타크래프트 II 리그 May Code A 32강
- 2011년 LG 시네마 3D, 인텔코리아 슈퍼 토너먼트 8강
- 2012년 핫식스 2012 글로벌 스타크래프트 II 리그 시즌 1 Code A 48강
- 2012년 핫식스 2012 글로벌 스타크래프트 II 리그 시즌 2 Code A 32강
- 2012년 무슈제이 2012 글로벌 스타크래프트 II 리그 시즌 3 Code S 32강
- 2012년 2012 HOT6 GSL Season 4 코드 S 32강